# セントーサ島
セントーサ島（セントーサとう、Sentosa Island）は、シンガポール島の南にある島。レジャー施設が多数開発されており、シンガポールにおける重要な観光スポットとなっている。島の北側は遊園地や水族館が並び、島の南側はビーチが続いている。

## 概要
マラリアの流行により多数の死者が出たことから、かつてはブラカンマティ島（マレー語: Pulau Blakang Mati、「背後の死者の島」の意味）とよばれていた。1880年代、イギリスがシンガポール港防御のためシロソ砦を建造。シロソ砦は1942年2月のシンガポールの戦いで陥落し、ブラカンマティ島は1945年9月まで日本占領下に置かれた。戦後イギリスから返還され、シンガポール政府は「静けさ」を意味する現在の名称に改称しセントーサ・デベロップメント・コーポレーション（セントーサ開発公社）を設立、1970年代以降、保養地として観光開発が進められた。
2018年6月12日、カペラホテル（Capella Singapore、北緯1度14分58.9秒 東経103度49分28.4秒 / 北緯1.249694度 東経103.824556度）でアメリカ合衆国のドナルド・トランプ大統領と北朝鮮の金正恩朝鮮労働党委員長（当時、現在は総書記）による米朝首脳会談が開催された。

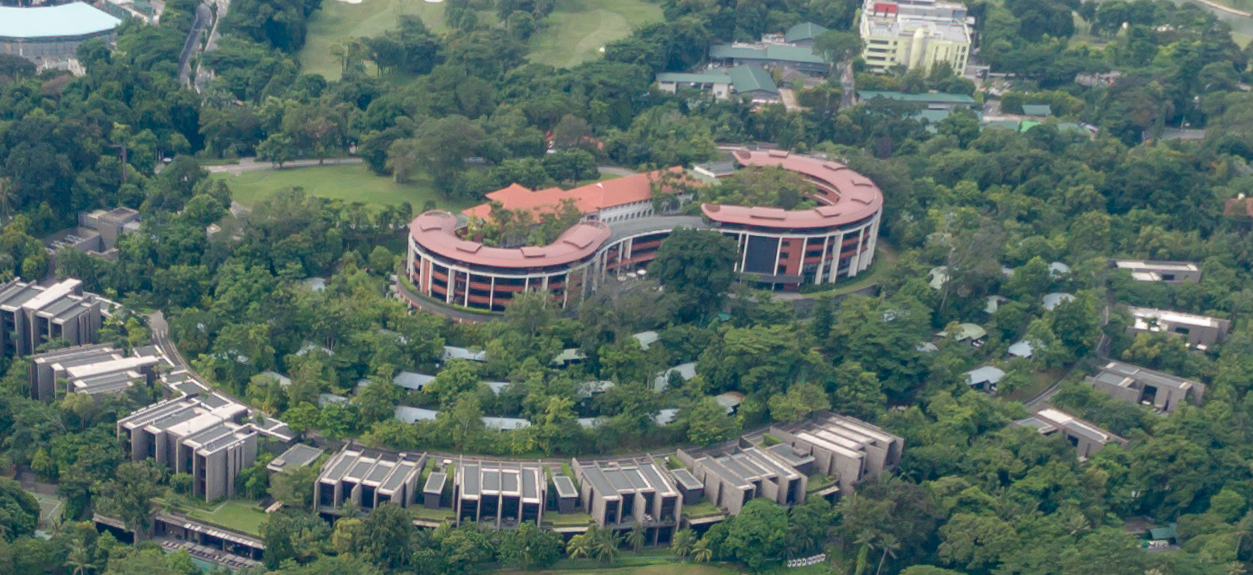
カペラホテル
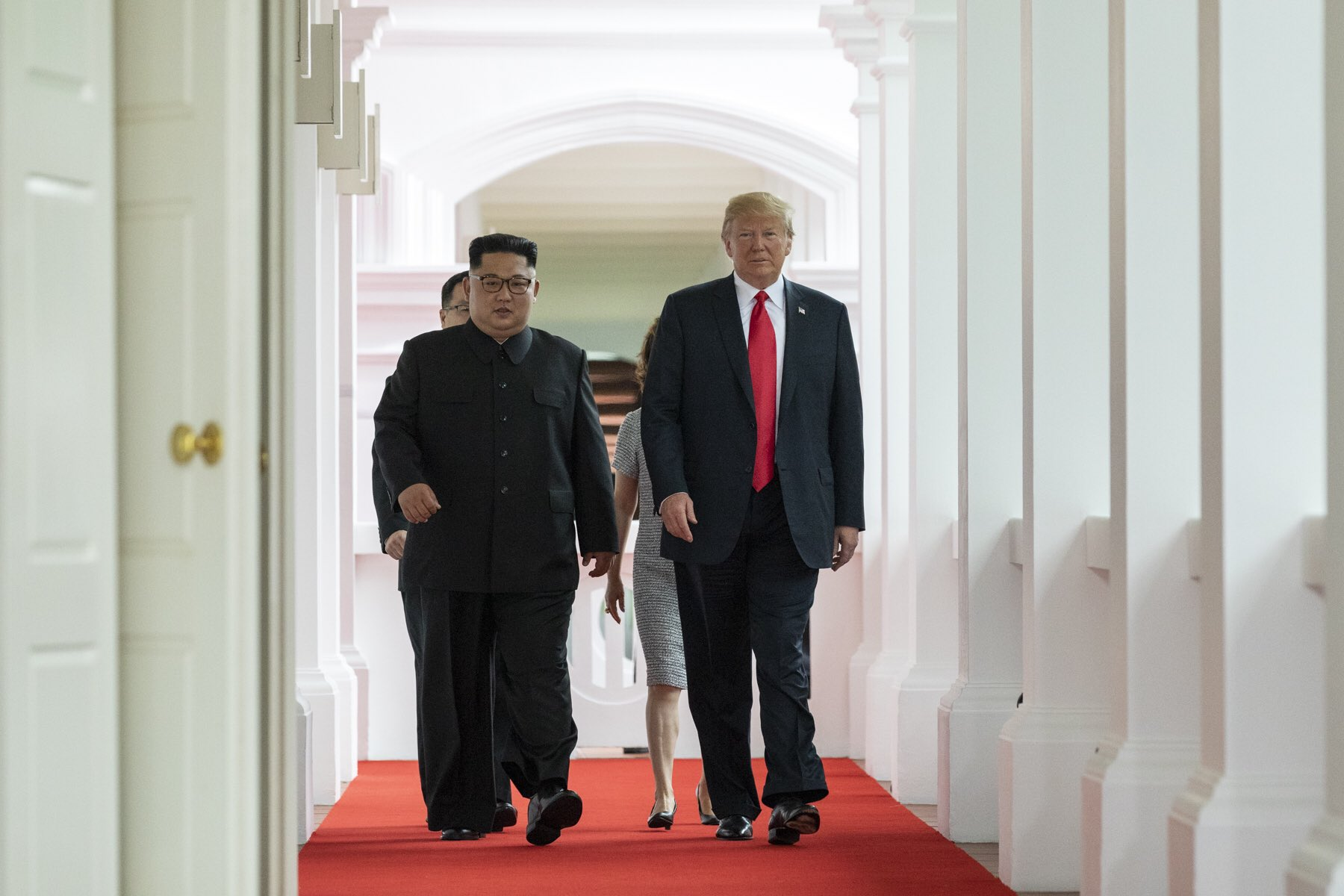
米朝首脳会談に向かう トランプ大統領と金正恩委員長 （2018年6月12日）

## 観光

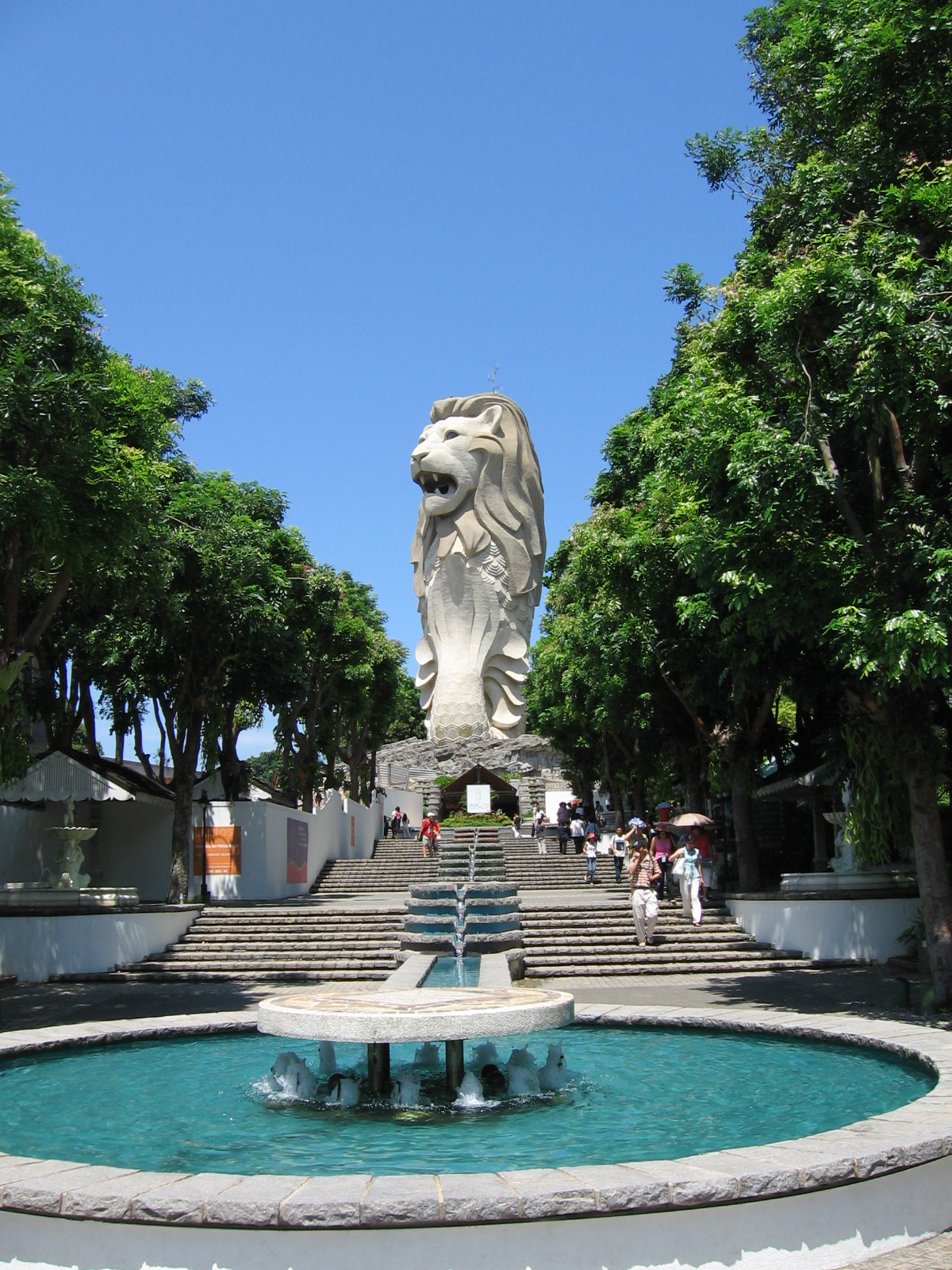
マーライオン

マーライオンタワー、「アンダー・ウォーター・ワールド」と名付けられた水族館、2000羽の蝶が放たれている昆虫館、リング状に設えられた座席が、地上110mまで上昇して回転するカールスバーグ・スカイタワー、シンガポールの歴史を展示したイメージ・オブ・シンガポール（Images of Singapore）という博物館（蝋人形館）、第二次世界大戦でも使用されたシロソ砦などがある。
ピンクのイルカのショーを見て、イルカにタッチできるドルフィン・ラグーンもある。夜には、レーザー光線と、花火、噴水などを使ったショー「ソング・オブ・ザ・シー」もある（21:30より毎日開催）。
パラワン・ビーチには「アジア大陸最南端」の碑が建っているが、その場所は島の最南端からはかなり北に外れた位置にある。
また、2010年にユニバーサル・スタジオ・シンガポールがオープンし、さらに多くの観光客を引きつけている。付近にはホテル、フードコートやレストラン、水族館、土産店などが多数隣接している。島の中央部には巨大なマーライオン像が立ち、内部に入ることも可能としている。
2010年2月14日にはシンガポール初となる、大型カジノ施設がオープンした。
2016年4月12日、子供向けの職業体験型テーマパーク「キッザニア・シンガポール」が開業した。
なお北部リゾート・ワールド・セントーサ内においては、Wi-Fiが有料となっており、ホテルなどでもS$20を徴収する。このため、無料でWi-Fi環境を提供するスターバックスは、観光客に重宝される。

## 交通

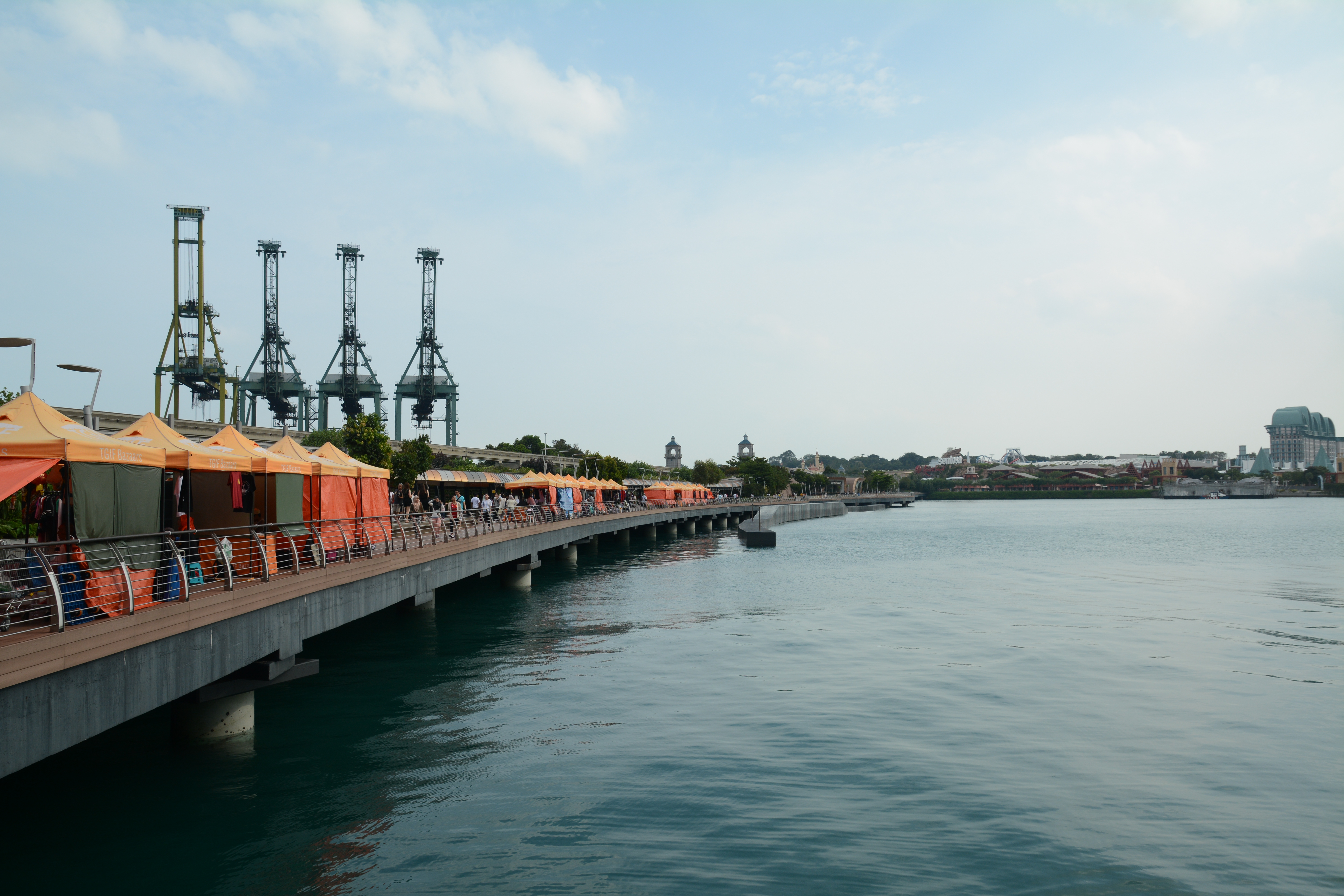
島へ入るセントーサ・ゲートウェイ

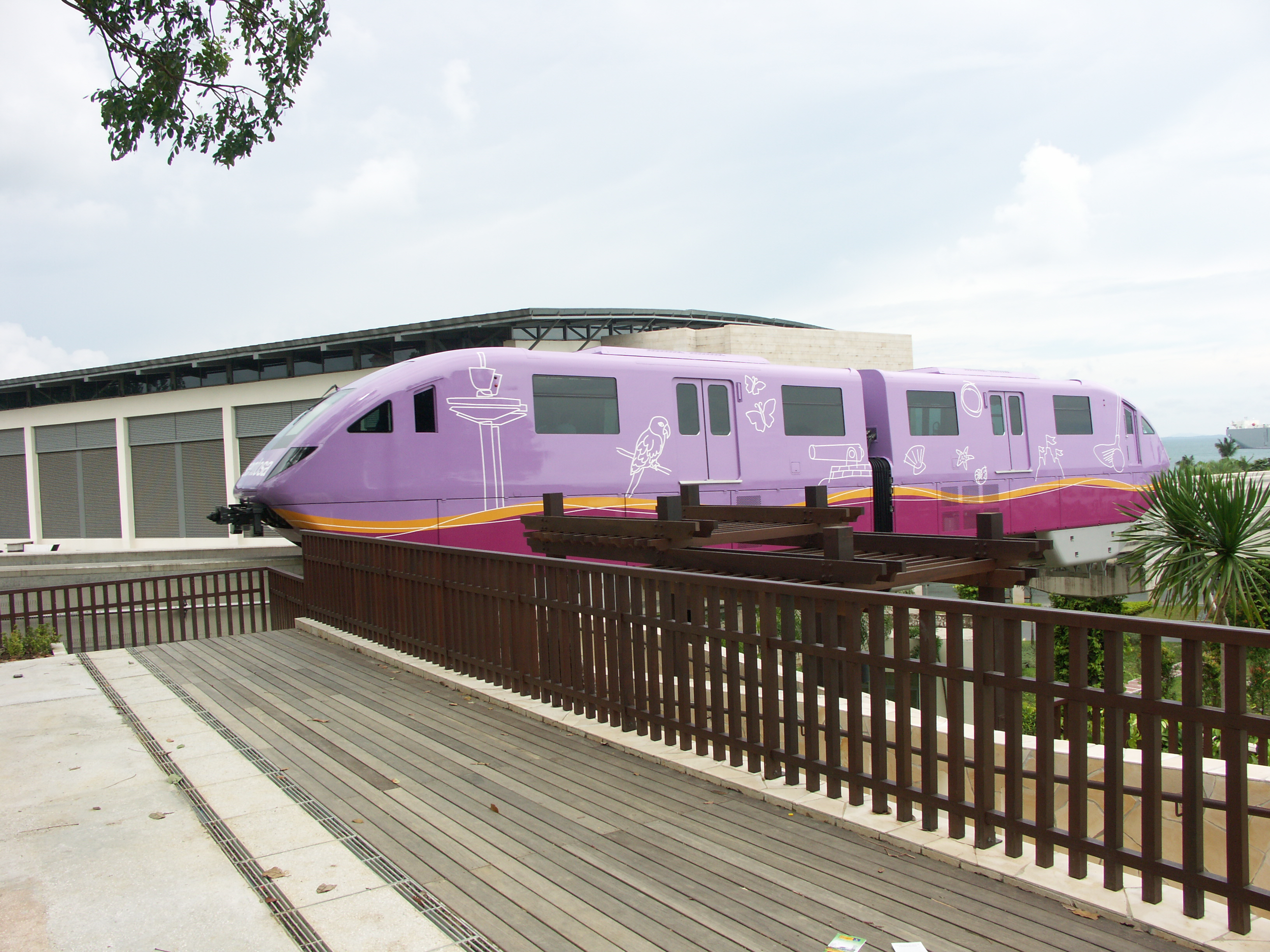
セントーサ島のモノレール
「セントーサ・エクスプレス」

シンガポール島から、公共交通機関、自動車や徒歩で島に入ることが可能。いずれの場合も、入島料を払わなければならない。

### モノレール
シンガポール本島のヴィヴォシティ駅（MRTハーバー・フロント駅直結）からセントーサ島のビーチ駅までセントーサ・エクスプレスで、約8分。

### ケーブルカー（ロープウェイ）
シンガポール島のハーバー・フロント駅からセントーサ島のセントーサ駅までシンガポール・ケーブルカーで、5分30秒。

### バス
シンガポール島のハーバー・フロント・バス・インターチェンジからセントーサ・バス。

### 自動車・タクシー・徒歩
セントーサ・ゲートウェイの橋を渡って、自動車・バス・タクシー・徒歩で入島することも可能である。
リゾートワールドの地下には、巨大な駐車場が広がっており、各レジャー施設やホテルなどに繋がる構造になっている。

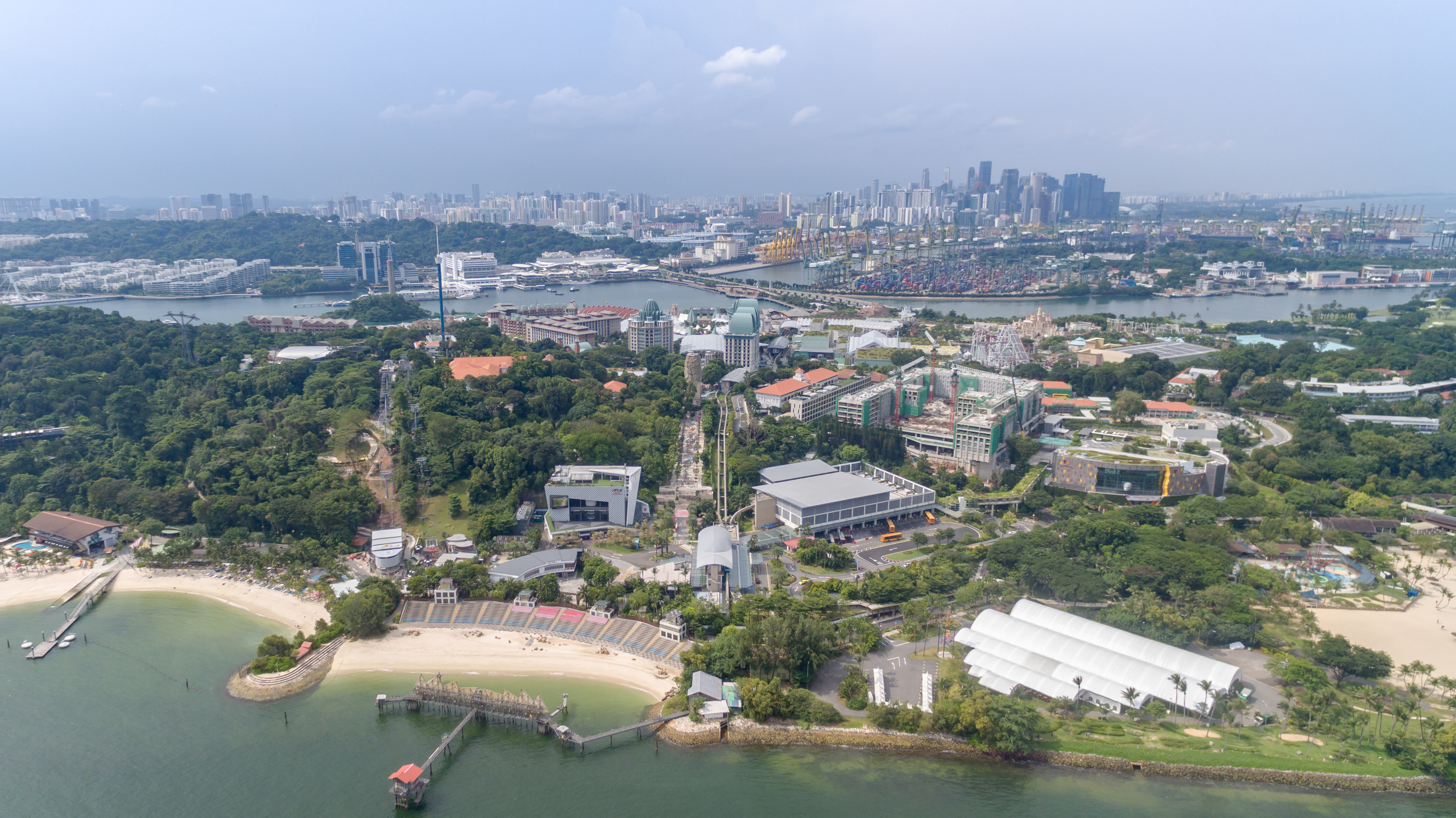
セントーサ島（2017年7月）
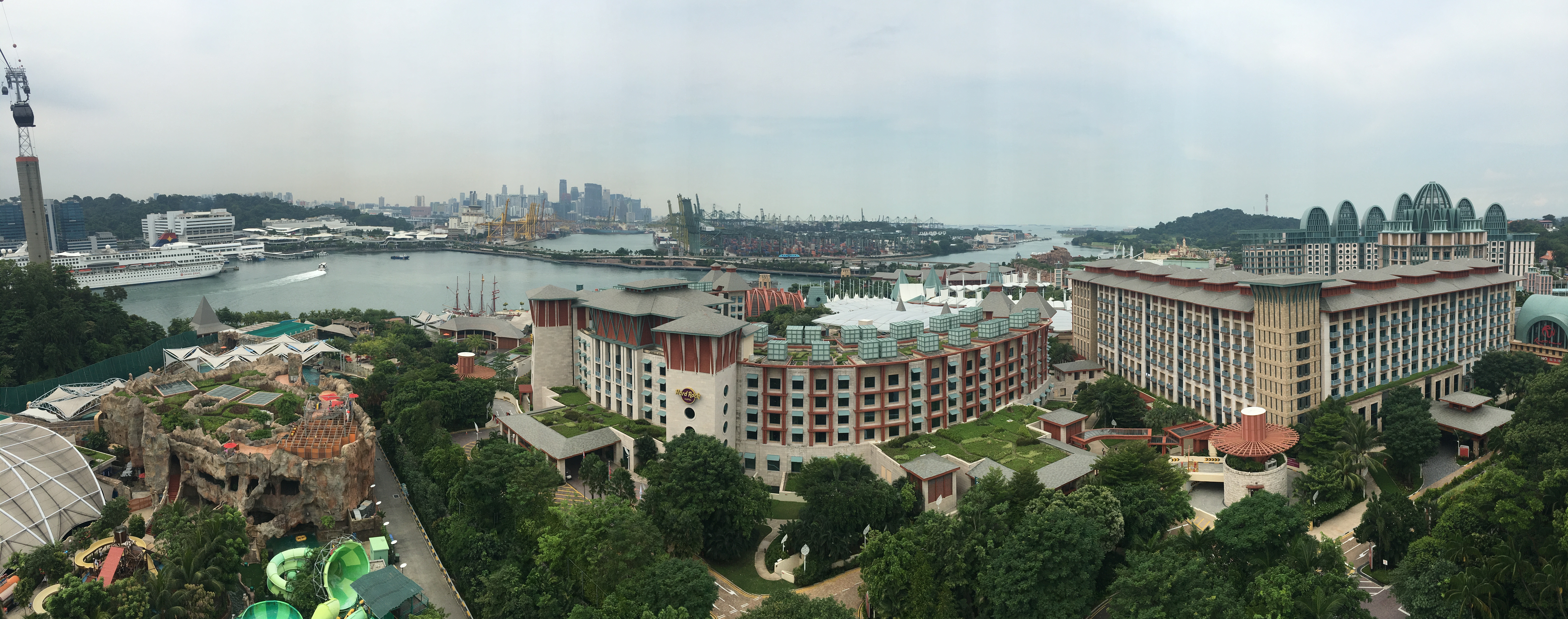
セントーサ島（2016年6月）
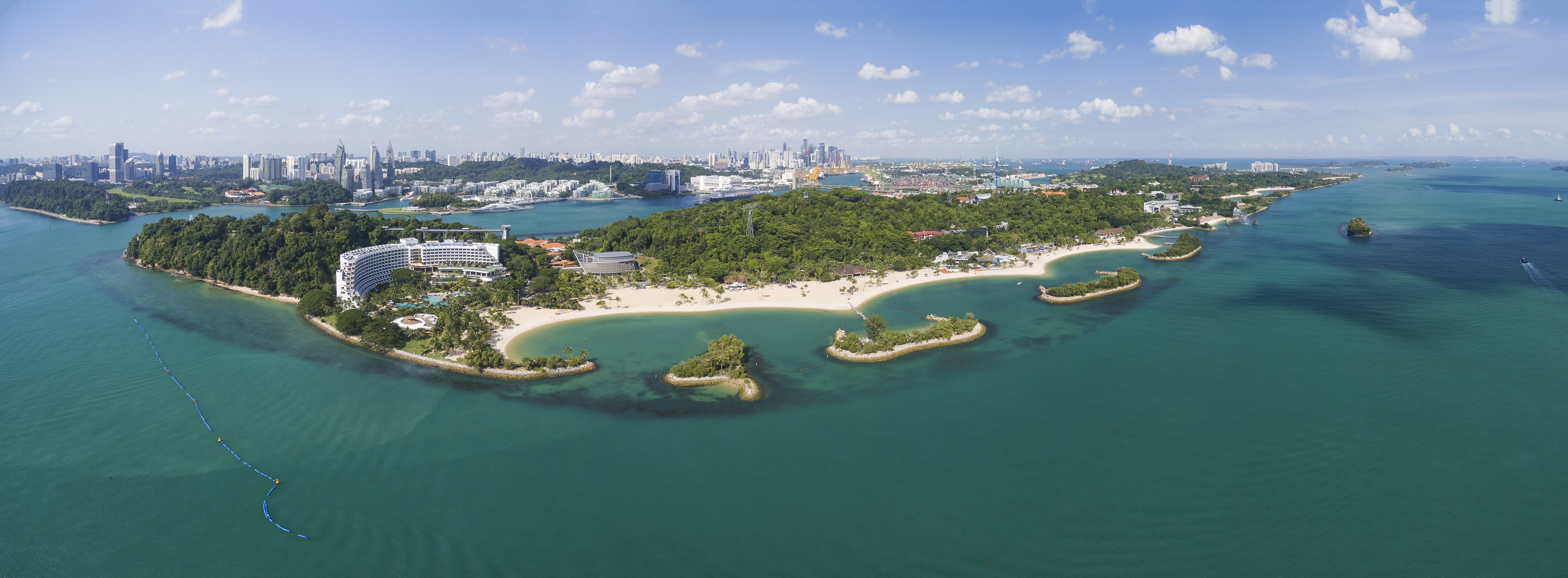
セントーサ島全景（2016年2月）